# Кубок Еміра Кувейту з футболу 2017—2018
Кубок Еміра Кувейту з футболу 2017—2018 — 56-й розіграш кубкового футбольного турніру у Кувейті. Титул володаря кубка втретє поспіль здобув Аль-Кувейт.

## Календар
| Раунд        | Дата              | Матчі | Клуби  |
| ------------ | ----------------- | ----- | ------ |
| Перший раунд | 25-26 квітня 2018 | 7     | 15 → 8 |
| 1/4 фіналу   | 30 квітня 2018    | 4     | 8 → 4  |
| 1/2 фіналу   | 4 травня 2018     | 2     | 4 → 2  |
| Фінал        | 8 травня 2018     | 1     | 2 → 1  |

## Перший раунд
| Команда 1      | Рахунок       | Команда 2       |
| -------------- | ------------- | --------------- |
| 25 квітня 2018 |               |                 |
| Аль-Ярмук      | 1:3           | Аль-Сахель      |
| Аль-Кадісія    | 0:3           | Аль-Арабі       |
| Ас-Сальмія     | 4:2           | Казма           |
| 26 квітня 2018 |               |                 |
| Аль-Шабаб      | 0:2           | Ан-Наср         |
| Ат-Тадамун     | 1:3           | Аль-Фахахіль    |
| Аль-Джахра     | 1:3           | Бурган          |
| Хайтан         | 0:0 пен. 9:10 | Аль-Сулайбікхат |

## 1/4 фіналу
| Команда 1      | Рахунок | Команда 2       |
| -------------- | ------- | --------------- |
| 30 квітня 2018 |         |                 |
| Аль-Кувейт     | 6:0     | Аль-Сахель      |
| Аль-Арабі      | 1:0     | Бурган          |
| Ас-Сальмія     | 2:0     | Аль-Сулайбікхат |
| Ан-Наср        | 4:1     | Аль-Фахахіль    |

## 1/2 фіналу
| Команда 1      | Рахунок      | Команда 2  |
| -------------- | ------------ | ---------- |
| 30 квітня 2018 |              |            |
| Аль-Кувейт     | 1:0          | Ан-Наср    |
| Аль-Арабі      | 1:1 пен. 3:1 | Ас-Сальмія |

## Фінал
| 8 травня 2018 17:10 (EEST) |

| Аль-Арабі | 0:3      | Аль-Кувейт |
| --------- | -------- | ---------- |
|           | Протокол |            |

| Джабер-ель-Ахмед, Ель-Кувейт Глядачів: 23 465 |